# ایوان (ناحیه برنو-تسوونتری)
ایوان (به چکی: Ivaň) یک منطقهٔ مسکونی در جمهوری چک است که در ناحیه برنو-تسوونتری واقع شده‌است. ایوان ۷۰۲ نفر جمعیت دارد.